# 10013 Stenholm
10013 Stenholm (1978 RR8) là một tiểu hành tinh vành đai chính được phát hiện ngày 2 tháng 9 năm 1978 bởi Claes-Ingvar Lagerkvist ở Đài thiên văn Nam Âu. Nó được đặt theo tên nhà thiên văn Thụy Điển Björn Stenholm.